# Bisbigli
Bisbigli (The Whisperers) è un film del 1967 diretto da Bryan Forbes.

## Trama
Maggie Ross è un'anziana signora impoverita, presa in cura dai servizi sociali di una cittadina britannica. Un giorno il figlio Charles si presenta dalla madre, e, a sua insaputa, nasconde nel suo appartamento un pacchetto contenente numerose banconote di piccolo taglio, frutto – come si apprenderà in seguito – di una rapina. Charles è già in prigione quando la signora Ross scopre l'involucro contenente il denaro. Da allora ella comincia a nutrire il sogno di svincolarsi dall'assistenza sociale, ma allo stesso tempo rimane vittima di alcuni raggiri.
A seguito di uno di essi, Maggie viene depositata dai truffatori, drogata, sul ciglio di una strada: contrae dunque una pericolosa polmonite; mentre è degente presso l'ospedale viene rintracciato il marito di Maggie, Archie Ross, che l'aveva abbandonata ormai un ventennio prima e viveva di espedienti. Non è difficile convincere il parimenti spiantato Archie, principalmente dietro la promessa di un per quanto minimo sostegno finanziario, a far ritorno presso la moglie, quando viene dimessa: gli assistenti sociali ritengono che in tal modo la situazione sarà giovevole per entrambi i componenti della coppia.
Passa qualche tempo, ed Archie trova lavoro, almeno temporaneamente, come autista presso un figuro i cui affari sono verosimilmente ai limiti della legalità, o fuori da essa. Per un evento del tutto fortuito, Archie riesce ad impossessarsi di una valigetta, appartenente al suo datore di lavoro, e contenente una ingente quantità di denaro: con essa egli si precipita su un treno, con destinazione imprecisata, deciso a lasciare ancora una volta da sola sua moglie.
Maggie Ross si ripresenta quindi agli uffici dei servizi sociali: pare che anche la somma proveniente dalla rapina del figlio sia sparita.   

## Riconoscimenti
- 1968 - Premio Oscar
  - Nomination Migliore attrice protagonista a Edith Evans
- 1968 - Golden Globe
  - Miglior attrice in un film drammatico a Edith Evans
  - Nomination Miglior attrice in un film drammatico a Bryan Forbes
- 1968 - British Academy Film Awards
  - Migliore attrice britannica a Edith Evans
  - Migliore fotografia a Gerry Turpin
- 1967 - Festival di Berlino
  - Migliore interpretazione femminile a Edith Evans
  - Nomination Orso d'oro a Bryan Forbes
- 1967 - National Board of Review of Motion Pictures
  - Miglior attrice protagonista a Edith Evans
- 1967 - New York Film Critics Circle Awards
  - Miglior attrice protagonista a Edith Evans